# Kala-Chitta
Kala-Chitta (Muntanya Blanca) és una serralada muntanyosa al districte d'Attock al Panjab (Pakistan) en forma de triangle amb base a la riba esquerra de l'Indus. Es divideix en dues parts diferenciades: al sud-oest ocupant uns 50 km des de l'Indus és conegut com a Kala-Pahar o Muntanya Negra; la part nord, o Kala-Chitta pròpia, és la porció més valuosa tant per l'aprofitament de la pedra com de la fusta.